# Sesto Giulio Cesare (cugino di Cesare)
Sesto Giulio Cesare (latino:Sextus Iulius Caesar) (... – 46 a.C.) è stato un politico romano.

## Biografia
Figlio o forse nipote di Sesto Giulio Cesare, era cugino di Giulio Cesare.
Nel 57 a.C. è nominato flamen Quirinalis da Cesare, allora pontefice massimo. Nel 49 è tribuno militare in Spagna. Sembrerebbe che possa aver accompagnato Cesare nelle campagne della Guerra civile romana che lo vide protagonista, fino alla conclusione della lotta dinastica egizia, quando viene nominato governatore della Siria.
Giuseppe Flavio reca informazioni sull'amministrazione di Sesto del territorio che gli è affidato, rivelando una certa praticità nei rapporti con le famiglie aristocratiche indigene. Tuttavia, la situazione degenera già durante la campagna d'Africa di Cesare, quando Quinto Cecilio Basso, un ex pompeiano, sfrutta false notizie sulla sconfitta del condottiero per sobillare le truppe romane contro Sesto Cesare, venendo in un primo momento sconfitto ma poi riuscendo ad uccidere il governatore. Nel 46 a.C. Cesare aveva scelto di intervenire direttamente in Spagna, dove erano in azione i figli di Pompeo, ed inviare in Siria dei rinforzi, che però giunsero ormai solo dopo la morte di Sesto.
Luciano Canfora suggerisce che Cesare avesse indicato in Sesto Cesare il suo erede nel periodo tra la battaglia di Farsalo, nel 49 a.C. e la morte di quest'ultimo. Ciò porterà Cesare in seguito ad indicare Ottaviano Augusto quale suo erede.